# Andrij Hływka
Andrij Hływka (ukr. Андрій Гливка, ur. 24 sierpnia 1973) – ukraiński skoczek narciarski. Uczestnik mistrzostw świata seniorów (1993) oraz zimowej uniwersjady (1993).
Hływka w lutym 1993 w Zakopanem wystąpił na zimowej uniwersjadzie – indywidualnie był 9. na mniejszym obiekcie, a w rywalizacji drużynowej z reprezentacją Ukrainy uplasował się na 4. pozycji. W tym samym miesiącu w Falun wziął udział w mistrzostwach świata seniorów – w konkursach indywidualnych zajął 52. (skocznia duża) i 66. (skocznia normalna) lokatę, a w zmaganiach drużynowych z ukraińskim zespołem został sklasyfikowany na 14. pozycji.
Hływka ma czworo rodzeństwa. Dwóch jego braci również uprawiało skoki narciarskie – jego bliźniak Wołodymyr był dwukrotnym olimpijczykiem (1998 i 2002), a Oleg po zakończeniu kariery sportowej został trenerem tej dyscypliny sportu, prowadząc między innymi Wołodymyra Hływkę podczas Zimowych Igrzysk Olimpijskich 2002. Skoki narciarskie trenuje również syn Olega – Maxim Glyvka, który na arenie międzynarodowej startuje jako reprezentant Stanów Zjednoczonych.

## Mistrzostwa świata

### Indywidualnie
| 1993 Falun | – | 52. miejsce (K-115), 66. miejsce (K-90) |

### Drużynowo
| 1993 Falun | – | 14. miejsce |

## Uniwersjada

### Indywidualnie
| 1993 Zakopane | – | 9. miejsce (K-85) |

### Drużynowo
| 1993 Zakopane | – | 4. miejsce |